# HV71 2009/2010
HV71 2009/2010 var HV71:s 26:e säsong i Elitserien i ishockey.
HV71 började säsongen i augusti med spel i Nordic Trophy som denna säsong endast bestod av svenska lag. Efter att ha vunnit grundserien förlorade de mot Linköpings HC i semifinalen men fick ändå en bronsmedalj efter seger mot Frölunda HC. HV71 belönades med 30 000 euro – 20 000 för att ha vunnit grundserien och 10 000 för att ha vunnit brons. 13 september spelade HV71 hemma mot Linköpings HC i en träningsmatch innan säsongen började sju dagar senare mot just Linköpings HC.
HV71 vann serien och som pris till det vann laget 1 miljon kronor och i det kommande slutspelet fick man välja mellan att möta Timrå IK eller Frölunda HC i kvartsfinalen. Valet föll på Timrå. Detta blev tredje gången i rad de båda lagen möttes i SM-slutspelet. Man vann enkelt mot Timrå med 4–1 i matcher och gick vidare till semifinal. HV71 vann sen även semifinalen mot Skellefteå, också med 4–1 i matcher för att sen i finalen besegra Djurgården med 4–2 i matcher. Därmed var HV71 svenska mästare för första gången på 2 år. I alla de 4 finalmatcherna som HV71 vann så var det i förlängning.
Den 4 februari meddelade veteranen Per Gustafsson att han slutar med ishockey, men ändrade sig drygt en månad efteråt.
Under säsongen slog HV71 nytt internt målrekord, då man gjorde 188 stycken mål. Backen David Petrasek slog även elitserierekord i flest poäng av en back, 53 stycken. Martin Thörnberg gjorde även sitt 100:e mål i HV-tröjan.

## Silly Season
16 januari: Försvararen Lance Ward skrev på ett tvåårskontrakt med HV71.
10 april: Försvararen Per Gustafsson och målvakten Andreas Andersson förlängde sina kontrakt med HV71. Båda undertecknade ett år vardera.
14 april: Janne Karlsson skrev under ett treårskontrakt som HV71:s nya huvudtränare. HV71:s förra huvudtränare, Kent Johansson, skrev tidigare på för det Schweiziska laget HC Lugano.
17 april: Forwardsen David Ullström och Simon Önerud, och försvararen Nichlas Torp förlängde sina kontrakt med HV71 för ytterligare två år.
20 april: Försvararen Johan Björk och anfallaren Johan Lindström förlängde sina kontrakt med HV71. Båda skrev på för ytterligare två år. Forwarden och juniorspelaren André Petersson skrev ett ettårskontrakt med HV71.
23 april: Finske power forwarden Teemu Laine förlängde med två år med HV71. Målvakten Stefan Liv skrev på för ytterligare ett å med HV71.
24 april: Forwarden Oscar Sundh skrev ett tvåårskontrakt med HV71.
28 april: Kanadensiske centern Kris Beech förlängde sitt kontrakt med HV71 för ytterligare två år.
29 april: Forwarden Per Ledin återvände efter spel i NHL och AHL, och skrev på en sexårskontrakt med HV71.
20 maj: Forwarden Mattias Tedenby förlängde sitt kontrakt med HV71 för ytterligare två år.
16 augusti: Finske försvararen Janne Niinimaa skriver ettårskontrakt med HV71.

## Försäsong
HV71 började försäsongen med spel i Nordic Trophy-turneringen, totalt fem matcher plus två slutspelsmatcher, från 11 augusti till 30 augusti 2009.

### Nordic Trophy

#### Ställning
| Nordic Trophy    | GP | V | F | O | ÖTV | ÖTF | PSV | PSF | GM | IM | Pts |
| ---------------- | -- | - | - | - | --- | --- | --- | --- | -- | -- | --- |
| y-HV71           | 5  | 4 | 1 | 0 | 0   | 0   | 0   | 0   | 20 | 9  | 12  |
| y-Frölunda HC    | 5  | 3 | 2 | 0 | 0   | 0   | 0   | 0   | 17 | 14 | 9   |
| y-Djurgårdens IF | 5  | 2 | 2 | 1 | 0   | 1   | 0   | 0   | 13 | 11 | 7   |
| y-Linköpings HC  | 5  | 1 | 2 | 2 | 1   | 0   | 0   | 1   | 12 | 13 | 6   |
|                  |    |   |   |   |     |     |     |     |    |    |     |
| x-Färjestads BK  | 5  | 2 | 3 | 0 | 0   | 0   | 0   | 0   | 9  | 14 | 6   |
| x-Malmö Redhawks | 5  | 1 | 3 | 1 | 0   | 0   | 1   | 0   | 9  | 19 | 5   |

y - tog sig vidare till A-semifinal, x - tog sig vidare till B-semifinal

#### Slutspel
Teckenförklaringar:       Vinst
      Övertidsvinst
      Förlust

## Ordinarie säsong

### Grundserien
| Nr | Lag                | S  | V  | O  | F  | ÖV | ÖF | GM  | IM  | MS  | P  |
| -- | ------------------ | -- | -- | -- | -- | -- | -- | --- | --- | --- | -- |
| 1  | HV71               | 55 | 25 | 14 | 16 | 6  | 8  | 188 | 155 | +33 | 95 |
| 2  | Djurgårdens IF     | 55 | 26 | 12 | 17 | 2  | 10 | 161 | 130 | +31 | 92 |
| 3  | Linköpings HC      | 55 | 27 | 8  | 20 | 3  | 5  | 163 | 139 | +24 | 92 |
| 4  | Skellefteå AIK     | 55 | 26 | 9  | 20 | 1  | 8  | 146 | 141 | +5  | 88 |
| 5  | Färjestads BK (RM) | 55 | 25 | 10 | 20 | 2  | 8  | 132 | 144 | −12 | 87 |
| 6  | Brynäs IF          | 55 | 20 | 18 | 17 | 6  | 12 | 144 | 124 | +20 | 84 |
| 7  | Frölunda HC        | 55 | 22 | 11 | 22 | 1  | 10 | 155 | 156 | −1  | 78 |
| 8  | Timrå IK           | 55 | 18 | 18 | 19 | 3  | 15 | 138 | 150 | −12 | 75 |
| 9  | Modo               | 55 | 16 | 19 | 20 | 7  | 12 | 161 | 150 | +11 | 74 |
| 10 | Luleå HF           | 55 | 19 | 13 | 23 | 4  | 9  | 139 | 143 | −4  | 74 |
| 11 | Södertälje SK      | 55 | 14 | 14 | 27 | 7  | 7  | 131 | 176 | −45 | 63 |
| 12 | Rögle BK           | 55 | 13 | 12 | 30 | 4  | 8  | 125 | 175 | −50 | 55 |

Tabelldata är hämtade från Svenska Ishockeyförbundet.

## Slutspel
HV71 slutade som segrare av elitserien och fick välja vilket motstånd de ville ha i kvartsfinalen mellan det åttonde laget Timrå IK och det sjunde laget Frölunda HC. Valet föll på Timrå IK. Kvartsfinalserien mot Timrå slutade med seger, 4–1 i matcher. I semifinalserien mötte man Skellefteå AIK där det, liksom mot Timrå, slutade med 4-1-seger i matcher. HV71 tog sig därmed till sin tredje raka SM-final. Denna gång fick de möta Djurgårdens IF, som de besegrade med 4–2 i matcher.

## Spelarstatistik

### Utespelare
Notera: GP = Spelade matcher; G = Mål; A = Assists; Pts = Poäng; +/- = Plus/Minus; PIM = Utvisningsminuter
Ordinarie säsong
| Spelare           | GP | G  | A  | Pts | +/- | PIM |
| ----------------- | -- | -- | -- | --- | --- | --- |
| Johan Davidsson   | 55 | 12 | 46 | 58  | 19  | 18  |
| David Petrasek    | 52 | 15 | 38 | 53  | 15  | 101 |
| Pasi Puistola     | 54 | 13 | 26 | 39  | 10  | 99  |
| Martin Thörnberg  | 52 | 20 | 18 | 38  | 17  | 42  |
| Jukka Voutilainen | 37 | 16 | 21 | 37  | 9   | 10  |
| Björn Melin       | 55 | 14 | 22 | 36  | 0   | 32  |
| Teemu Laine       | 45 | 15 | 14 | 29  | 0   | 120 |
| Per Ledin         | 47 | 9  | 18 | 27  | 3   | 116 |
| Andreas Falk      | 55 | 13 | 12 | 25  | 6   | 64  |
| Johan Lindström   | 48 | 12 | 12 | 24  | 6   | 12  |

Slutspel
| Spelare           | GP | G | A  | Pts | +/- | PIM |
| ----------------- | -- | - | -- | --- | --- | --- |
| Johan Davidsson   | 16 | 4 | 12 | 16  | 7   | 6   |
| Jukka Voutilainen | 15 | 6 | 9  | 15  | 8   | 12  |
| Martin Thörnberg  | 16 | 5 | 8  | 13  | 6   | 0   |
| Teemu Laine       | 16 | 5 | 8  | 13  | 7   | 12  |
| David Petrasek    | 16 | 5 | 6  | 11  | 6   | 16  |
| Pasi Puistola     | 16 | 2 | 9  | 11  | 5   | 20  |
| Adam Almquist     | 16 | 1 | 10 | 11  | 0   | 8   |
| Kristopher Beech  | 16 | 5 | 2  | 7   | 5   | 10  |
| Andreas Falk      | 16 | 3 | 3  | 6   | –1  | 22  |
| Björn Melin       | 11 | 4 | 1  | 5   | 1   | 2   |

Uppdaterad efter slutspelet 2010

### Målvakter
Notera: GP = Spelade matcher; TOI = istid i minuter; W = Vinst; L = Förlust; T = Oavgjort; OTW = Övertidsvinst; OTL = Övertidsförlust; GA = Insläppta mål; SO = Hållit nollan; Sv% = Räddningsprocent; GAA = Insläppta mål i genomsnitt
Ordinarie säsong
| Spelare                | GP | TOI   | W  | L  | T | OTW | OTL | GA  | SO | Sv%   | GAA  |
| ---------------------- | -- | ----- | -- | -- | - | --- | --- | --- | -- | ----- | ---- |
| Stefan Liv             | 44 | 2,477 | 20 | 15 | 8 | 3   | 1   | 110 | 4  | 90.87 | 2.66 |
| Andreas Andersson      | 13 | 785   | 3  | 2  | 5 | 4   | 0   | 41  | 0  | 89.07 | 3.13 |
| Christoffer Bengtsberg | 2  | 0     | 0  | 0  | 0 | 0   | 0   | 0   | 0  | 0     | 0    |

Slutspel
| Spelare    | GP | TOI   | W  | L | T | OTW | OTL | GA | SO | Sv%   | GAA  |
| ---------- | -- | ----- | -- | - | - | --- | --- | -- | -- | ----- | ---- |
| Stefan Liv | 16 | 1,020 | 12 | 4 | 9 | 8   | 1   | 38 | 2  | 90,64 | 2,23 |

Uppdaterad efter slutspelet 2010

## Transaktioner
| Nyförvärv till HV71 | Nyförvärv till HV71        | Nyförvärv till HV71 |
| ------------------- | -------------------------- | ------------------- |
| Spelare             | Tidigare klubb             | Kontrakterad        |
| Lance Ward          | Frankfurt Lions            | 2 år                |
| André Petersson     | HV71 ungdom                | 1 år                |
| Oscar Sundh         | Timrå IK                   | 2 år                |
| Per Ledin           | Colorado Avalanche         | 6 år                |
| Janne Niinimaa      | SCL Tigers                 | 1 år                |
| Janne Karlsson      | Tränare i Frölunda Indians | 3 år                |
| Fredrik Olausson    | Ass. tränare               | ? år                |

| Lämnar HV71              | Lämnar HV71          |
| ------------------------ | -------------------- |
| Spelare                  | Nytt lag             |
| Kim Staal                | Malmö Redhawks       |
| Henrik Eriksson          | VIK Västerås HK      |
| Jonas Johansson          | VIK Västerås HK      |
| Nicholas Angell          | Frankfurt Lions      |
| Mikko Luoma              | Atlant Moscow Oblast |
| Kamil Piros              | Ässät                |
| Johan Halvardsson        | slutar               |
| Jan Hrdina               | Klubblös             |
| Kent Johansson (tränare) | HC Lugano            |

| Lämnar HV71 under säsongen | Lämnar HV71 under säsongen | Lämnar HV71 under säsongen |
| -------------------------- | -------------------------- | -------------------------- |
| Spelare                    | Nytt lag                   | Datum                      |
| David Fredriksson          | Södertälje SK              | 12 oktober                 |
| Per Gustafsson             | Slutar                     | 4 februari                 |

## Laguppställning

### Vanligaste startfemman
| Land    | Nr | Pos. | Namn              |
| ------- | -- | ---- | ----------------- |
| Sverige | 1  | MV   | Stefan Liv        |
| Finland | 21 | VB   | Pasi Puistola     |
| Sverige | 22 | HB   | David Petrasek    |
| Sverige | 10 | VY   | Martin Thörnberg  |
| Sverige | 76 | C    | Johan Davidsson   |
| Finland | 39 | HY   | Jukka Voutilainen |

Senast uppdaterad: 9 december 2009

## NHL-draft
Följande HV71-spelare blev valda i NHL Entry Draft 2010.
| Runda | Nr | Spelare | Position | Nationalitet | NHL-lag |
| ----- | -- | ------- | -------- | ------------ | ------- |